# 玉春日良二
玉春日 良二（たまかすが りょうじ、1972年1月7日 - ）は、愛媛県東宇和郡野村町（現在の西予市）出身で片男波部屋に所属した元大相撲力士。本名は秋山 良二（あきやま りょうじ）、旧姓：松本（まつもと）。現役時代は身長183 cm、体重157 kgを公称していた。得意手は突き、押し、おっつけ、いなし。最高位は1997年7月場所の西関脇。現在は年寄・片男波。

## 来歴

### 入門前
農家の6人兄姉の三男坊である。松本の相撲との出会いは小学3年の時だった。彼の住んでいた野村町では、1852年に大火災で260棟を焼損したため、このような大火災が起こらぬよう愛宕神社に以後100年間にわたって毎年33番の相撲を奉納すると誓ったため、乙亥大相撲が開催され続けていった。1952年に満願だったものの、それ以降も毎年11月に乙亥大相撲は開催され続け、松本が小学3年であった年にも開催された。そして、同級生よりひと回り身体が大きかったことで、松本は必然的に地区の代表に選ばれた。それまで遊びですら相撲を取ったことは無く、付け焼刃の稽古をして臨んだ相撲だったものの、蓋を開けてみれば対戦相手をなで斬りにする大活躍を果たした松本であった。この乙亥大相撲での活躍ぶりはすぐに野村町の相撲愛好会の面々の目に留まり、その後はしばしば稽古に連れ出される内に自然と相撲が体に染み付いていった。小学4年になるとわんぱく相撲の予選に出場し、愛媛県大会では上位に入って四国大会まで進んでしまった。同世代の中では巨漢であった松本は運動能力も人並み外れていると周囲から認められ、野村町立惣川中学校（現在は廃校）時代には大会がある度に水泳や陸上競技の砲丸投げ、走り幅跳びの選手として駆り出され、ことごとく好成績を収めた。一方で相撲でも活躍を果たし、中学3年時に部を全国大会団体戦ベスト16に導き個人では8位に入賞した。
ただ、中学卒業前には相撲の選手であることによる劣等感から相撲に見切りを付けて、ラグビーに対する憧れから新居浜工業高等専門学校に進学しようと考えていた。しかし、春日館（町内の相撲道場）で相撲を指導していた兵頭洋和が松本の抜群の素質に惚れ込み、相撲の断念を慰留したことで「高校に行ったら髪を伸ばさせてほしい。相撲もやる代わりにラグビーもやらせてほしい。」と条件付きながら野村高校への進学に至った。結果として高校時代は「相撲の稽古が厳しすぎて結局、ラグビーどころじゃなかった。髪も伸ばせなかった。」ようであり、引退後に本人は「あのまま相撲を続けてよかった。現在の自分があるのも兵頭さんのお陰。」と感謝しているという。抜群の素質は高校時代の切磋琢磨でさらに輝きを増し、当時から一徹した押し相撲の型を武器にインターハイでは1年生の頃からベスト16に食い込み、2年の東西対抗では軽量級全国2位になった。
6人兄姉を育て上げた父の苦労を理解していた松本本人は兄姉の末弟として「これ以上迷惑はかけられない」と感じて大学進学を望まず高校卒業後は警察官になるはずだったが、相撲での活躍が認められて中央大学へ進学した。
大学では相撲部に所属し、3年時に1年先輩の栗本剛（後の十両・武哲山）と共に中央大学に34年ぶりの学生相撲団体戦日本一をもたらした。一方で個人では目立った活躍をしておらずタイトルは体重別大会の135 kg未満級での1冠どまりであり、他に全日本相撲選手権でベスト8の実績を残した程度であった。
学生時代に11冠を獲得したこともあってプロ入り前から活躍が期待されていた同じ中央大学の2年後輩である出島とは対照的な評価を周囲から下されており、当時の中大監督の羽瀬重幸も「出島は確実に関脇にはなるが、玉春日は十両止まりかもしれない」と考えていた。

### 入門後
1994年1月場所が、幕下付出で初土俵であった。当時は、玉春日自身も「どこまで通用するか分からない」と疑心暗鬼だった。それでも、プロになってから頭角を表した。

初土俵から「玉春日」の四股名で相撲を取った。なお、学生時代の同期に武双山と土佐ノ海がいた。1994年1月場所を4勝3敗で終えてから自身に不足を感じ、一念発起して1日100番の猛稽古で鍛え直しを図った。
1995年3月場所に十両に昇進し、1996年1月場所には幕内に昇進した。初土俵から入幕まで13場所負け越し知らずだった。その新入幕の場所では10勝を挙げ敢闘賞を受賞した。さらに、1996年5月場所は技能賞を受賞。1997年3月場所では2回目の敢闘賞、5月場所では横綱・貴乃花を破り初金星を挙げて8勝7敗と勝ち越し、殊勲賞を受賞し、翌7月場所には関脇への昇進を果たした。その場所は7勝8敗と負け越し、関脇はこの1場所だけで、以後2度の小結を経験するも、三役での勝ち越しは無かった。それでも、全盛期には幕内上位の地位で7個の金星を挙げたなど、番付上位キラーとして活躍した。1998年9月場所は曙に勝ち2個目の金星、1999年1月場所は貴乃花に勝ち４個目の金星、9月場所は初日に若乃花に勝ち５個目の金星、11月場所はまたも初日に貴乃花に勝ち６個目の金星、2001年9月場所は武蔵丸に勝ち7個目の金星をもぎ取った。しかし2003年1月場所に右膝の半月板を痛めて休場し幕内から陥落した後は、怪我にも悩まされ幕内中下位や十両に甘んじることが増えた。
2006年7月場所では、本来の押し相撲が久々に鋭さを見せ、11勝4敗の好成績で技能賞を受賞した。この三賞受賞は前述した1997年5月の殊勲賞受賞以来55場所ぶりだが、これは史上最も2回の三賞受賞の間隔が開いた事例となった。また、この場所は幕内で初めて11勝をあげた。しかし、東前頭4枚目に昇進して久々の幕内上位となった翌9月場所は初日から12連敗で、1勝14敗と散々な成績だった。2007年1月場所は鋭い突き押しで初日から7連勝し、一時は優勝争いの先頭に立ったが、中日から6連敗を喫し、結局9勝6敗に終わった。3月場所は2日目から9連敗を喫するなど一転して不調に陥り4勝11敗だった。その後は首の痛みもあり幕内の中位〜下位を行き来していた。

### 引退後

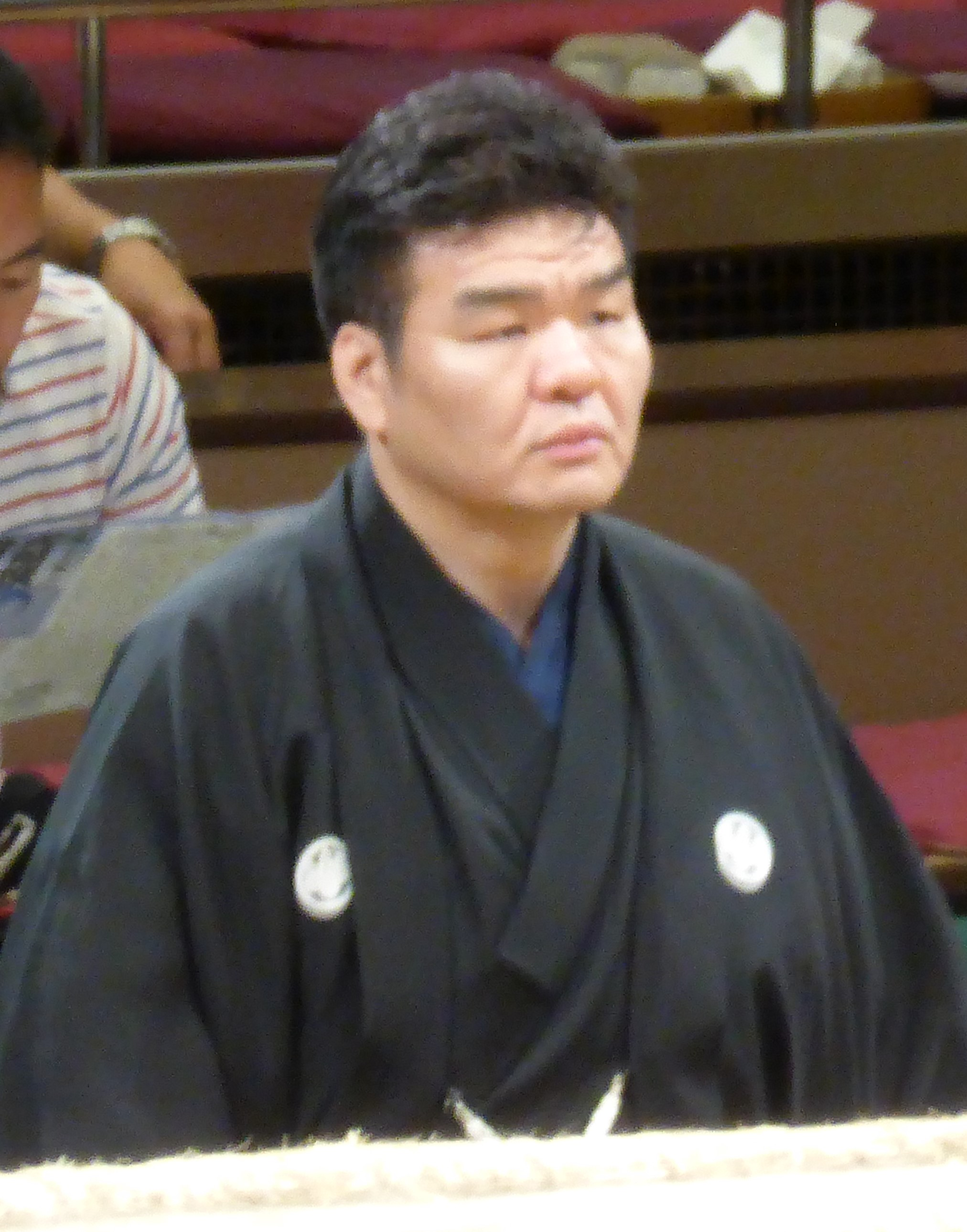
土俵下で審判を務める片男波親方（2014年5月24日撮影）

十両に下がった2008年9月場所の千秋楽に引退を表明し、年寄・楯山を襲名した。引退相撲は2009年5月30日に行われた。
その後、2010年2月4日に師匠である玉ノ富士茂との名跡交換により年寄・片男波（14代目）を襲名すると共に、片男波部屋を継承した。

部屋継承後は先代からの弟子である玉鷲が関脇昇進、幕内最高優勝を果たした。玉飛鳥の引退以降は関取が玉鷲しかいない状況だったが、玉鷲が長期に渡って幕内で取り続けられるように指導するなど一定の手腕を発揮し、玉鷲の義弟にあたる玉正鳳が2023年3月場所で十両に昇進した。相撲を取る稽古や押し合いの稽古を若い衆2人対玉鷲1人でやらせるアイデアは14代片男波の発案で、これは通常の稽古では玉鷲の稽古にならないと判断した上での考え
2021年3月場所9日目には、審判部の職務において、打ち出しまで3番を残した状態で、体調不良により大鳴戸審判委員に交代した。伊勢ヶ濱審判部長は片男波審判委員について「大丈夫ですけど、診療所で診てもらっているだけです」とだけ説明した。
2025年1月場所で玉正鳳が新入幕。幕下で足踏みしていた玉正鳳を玉鷲との稽古で幕内まで育てているため、片男波にとっては預かり弟子だが育ての弟子である。

## 取り口
基本に忠実な突き押し相撲は高く評価された。突き押しは角界入り後に磨きがかかった。ただ、土俵生活も後半にさしかかると若い頃の突き押しはやや影を潜め、左右のおっつけ、いなしなどの技を活かした押し相撲を取った。体が柔らかく、土俵際でのしぶとさがあり、突き落としや捨て身の首投げも時として鮮やかに決まった。

## エピソード

### 人物
- 野村高校時代は生徒会役員を務めた。
- 真面目な性格、誠実な人柄で知られている。ある親方は玉春日の人柄を「真面目で素直。人のいうことをよく聞く。」と評していた[19]。現役時代は、負けた時でも報道陣の受け答えに必ず応じていた。
- 現役時代、場所中はサインには応じなかった。だが、現役引退後に年寄楯山となってからは、サインにも気さくに応じる姿が見られる。
- イヌを飼い始めたことなどが、2008年12月から始めたブログで報告されている。ちなみに犬種はゴールデン・レトリバー、名前はタロウでブログにも写真付でたびたび登場している。
- 2019年10月8日に、本名が松本良二から秋山良二に変わったことが日本相撲協会から発表された[2]。

### 大相撲
- 中央大学相撲部出身の幕内力士は、元小結・豊國範以来2人目であった[12]。
- 2008年9月の引退場所では14日目に猛虎浪を破り白星を挙げた相撲が最後となった。場所途中で引退（あるいは休場）した場合、その旨を審判部に申し出ても既に次の日の取組が決まっているために、次の日の不戦敗が記録上の最後の一番となる、という場合が多いため、場所途中における白星を最後とする引退は非常に珍しい。これは、通例として千秋楽の取組が他の日に比べ決まるのが遅い上に、玉春日が14日目の取組の直後に千秋楽の取組を編成していた審判部に行き「明日の割から自分を抜いて下さい」と依頼したため、千秋楽の取組の編成に間に合い、千秋楽での取組が組まれなかったためである。
- 1999年の9月場所の3日目には横綱・貴乃花戦、翌4日目には横綱・曙戦と、史上2人目の2日連続での不戦勝を記録した。

### その他
- 1998年6月に愛媛県の久万高原天体観測館の職員が発見した小惑星の1つが、同じ愛媛県出身の力士として勝ち星を挙げて欲しいと願い、「Tamakasuga」と名付けられた。なお、天体に力士名が命名されたのは、これが世界初の事例である。

## 主な成績
- 通算成績：603勝636敗39休 勝率.487
- 幕内成績：444勝537敗24休 勝率.453
- 現役在位：89場所
- 幕内在位：67場所
- 三役在位：3場所（関脇1場所、小結2場所）
- 三賞：5回[1]
  - 殊勲賞：1回（1997年5月場所）
  - 敢闘賞：2回（1996年1月場所、1997年3月場所）
  - 技能賞：2回（1996年5月場所、2006年7月場所）
- 金星：7個（貴乃花3個、若乃花2個、曙1個、武蔵丸1個）
- 各段優勝
  - 十両優勝：1回（2003年5月場所）

### 場所別成績
| | 一月場所 初場所（東京） | 三月場所 春場所（大阪） | 五月場所 夏場所（東京） | 七月場所 名古屋場所（愛知） | 九月場所 秋場所（東京） | 十一月場所 九州場所（福岡） |
| --- | ----------------------- | ----------------------- | ----------------------- | --------------------------- | ----------------------- | --------------------------- |
| 1994年 （平成6年） | 幕下付出60枚目 4–3      | 西幕下48枚目 4–3        | 東幕下36枚目 5–2        | 東幕下22枚目 5–2            | 西幕下13枚目 4–3        | 西幕下10枚目 5–2            |
| 1995年 （平成7年） | 東幕下3枚目 6–1         | 西十両12枚目 9–6        | 西十両9枚目 8–7         | 東十両7枚目 9–6             | 東十両3枚目 8–7         | 西十両筆頭 10–5             |
| 1996年 （平成8年） | 東前頭16枚目 10–5 敢    | 西前頭5枚目 7–8         | 東前頭6枚目 9–6 技      | 東前頭筆頭 6–9              | 東前頭3枚目 6–9         | 東前頭5枚目 9–6             |
| 1997年 （平成9年） | 東前頭2枚目 5–10        | 東前頭6枚目 10–5 敢     | 東前頭筆頭 8–7 殊★      | 西関脇 7–8                  | 東小結2 6–9             | 東前頭筆頭 4–11             |
| 1998年 （平成10年） | 西前頭6枚目 6–9         | 西前頭9枚目 8–7         | 西前頭4枚目 4–11        | 西前頭10枚目 9–6            | 西前頭3枚目 6–9 ★       | 西前頭4枚目 8–7 ★           |
| 1999年 （平成11年） | 西前頭2枚目 5–10 ★      | 西前頭4枚目 7–8         | 西前頭5枚目 7–8         | 西前頭6枚目 9–6             | 西前頭筆頭 8–7 ★        | 東前頭筆頭 3–12 ★           |
| 2000年 （平成12年） | 東前頭8枚目 8–7         | 東前頭2枚目 5–10        | 西前頭4枚目 9–6         | 西小結 2–13                 | 東前頭9枚目 7–8         | 東前頭10枚目 8–7            |
| 2001年 （平成13年） | 西前頭5枚目 7–8         | 東前頭7枚目 9–6         | 西前頭4枚目 6–9         | 東前頭7枚目 8–7             | 西前頭3枚目 5–10 ★      | 東前頭7枚目 6–9             |
| 2002年 （平成14年） | 東前頭9枚目 8–7         | 西前頭7枚目 8–7         | 西前頭5枚目 7–8         | 東前頭6枚目 6–7–2           | 西前頭8枚目 10–5        | 西前頭3枚目 2–13            |
| 2003年 （平成15年） | 東前頭12枚目 0–5–10     | 西十両7枚目 休場 0–0–15 | 西十両7枚目 優勝 12–3   | 東前頭15枚目 7–8            | 東十両筆頭 10–5         | 東前頭13枚目 6–9            |
| 2004年 （平成16年） | 西前頭16枚目 7–8        | 東十両2枚目 8–7         | 東十両筆頭 7–8          | 西十両筆頭 11–4             | 西前頭14枚目 8–7        | 西前頭13枚目 7–8            |
| 2005年 （平成17年） | 西前頭14枚目 7–8        | 東前頭15枚目 7–8        | 東前頭16枚目 8–7        | 東前頭13枚目 0–3–12         | 西十両8枚目 11–4        | 東十両2枚目 5–10            |
| 2006年 （平成18年） | 東十両6枚目 12–3        | 東前頭15枚目 9–6        | 東前頭10枚目 6–9        | 西前頭12枚目 11–4 技        | 東前頭4枚目 1–14        | 東前頭14枚目 9–6            |
| 2007年 （平成19年） | 東前頭11枚目 9–6        | 西前頭5枚目 4–11        | 東前頭12枚目 5–10       | 西前頭15枚目 8–7            | 東前頭11枚目 8–7        | 東前頭9枚目 8–7             |
| 2008年 （平成20年） | 西前頭5枚目 4–11        | 西前頭10枚目 6–9        | 西前頭12枚目 8–7        | 西前頭11枚目 3–12           | 西十両2枚目 引退 6–8–0  | x                           |
| 各欄の数字は、「勝ち-負け-休場」を示す。 優勝 引退 休場 十両 幕下 三賞：敢=敢闘賞、殊=殊勲賞、技=技能賞 その他：★=金星 番付階級：幕内 - 十両 - 幕下 - 三段目 - 序二段 - 序ノ口 幕内序列：横綱 - 大関 - 関脇 - 小結 - 前頭（「#数字」は各位内の序列） |                         |                         |                         |                             |                         |                             |

### 幕内対戦成績
| 力士名   | 勝数 | 負数 | 力士名   | 勝数 | 負数 | 力士名   | 勝数 | 負数 | 力士名   | 勝数 | 負数 |
| -------- | ---- | ---- | -------- | ---- | ---- | -------- | ---- | ---- | -------- | ---- | ---- |
| 蒼樹山   | 10   | 9(1) | 安芸乃島 | 9    | 15   | 安芸ノ州 | 2    | 0    | 曙       | 3(1) | 8    |
| 朝青龍   | 1    | 2    | 朝赤龍   | 3    | 4    | 朝乃翔   | 5    | 2    | 朝乃若   | 9    | 4    |
| 旭豊     | 3    | 5    | 安壮富士 | 2    | 0    | 安馬     | 1    | 4    | 安美錦   | 12   | 3    |
| 岩木山   | 3    | 4    | 潮丸     | 3    | 2    | 皇司     | 13   | 7    | 大碇     | 2    | 1    |
| 大日ノ出 | 2    | 0    | 小城錦   | 7    | 2    | 小城ノ花 | 1    | 0    | 魁皇     | 4    | 9    |
| 海鵬     | 11   | 8    | 垣添     | 6    | 4    | 鶴竜     | 1    | 3    | 春日王   | 7    | 7    |
| 春日錦   | 7    | 1    | 片山     | 3    | 1    | 巌雄     | 6    | 0    | 稀勢の里 | 1    | 4    |
| 北勝鬨   | 3    | 0    | 北桜     | 5    | 3    | 木村山   | 0    | 1    | 旭鷲山   | 8    | 12   |
| 旭天鵬   | 9    | 11   | 旭道山   | 2    | 0    | 霧島     | 1    | 0    | 金開山   | 2    | 1    |
| 剣晃     | 2    | 1    | 豪栄道   | 0    | 3    | 光法     | 1    | 1(1) | 光龍     | 1    | 0    |
| 五城楼   | 3    | 1    | 黒海     | 1    | 4    | 琴稲妻   | 4    | 0    | 琴欧洲   | 0    | 2    |
| 琴春日   | 1    | 0    | 琴奨菊   | 1    | 2    | 琴錦     | 6    | 7    | 琴ノ若   | 1    | 16   |
| 琴光喜   | 0    | 4    | 琴龍     | 8    | 6    | 小錦     | 0    | 3    | 里山     | 1    | 1    |
| 敷島     | 0    | 2    | 霜鳥     | 4(1) | 1    | 十文字   | 7    | 9(1) | 駿傑     | 0    | 1    |
| 戦闘竜   | 1    | 0    | 大至     | 2    | 1    | 大翔鳳   | 2    | 1    | 大善     | 4    | 1    |
| 大真鶴   | 1    | 0    | 貴闘力   | 16   | 7    | 隆の鶴   | 1    | 2    | 貴ノ浪   | 10   | 18   |
| 貴乃花   | 4(1) | 18   | 隆乃若   | 7    | 11   | 高見盛   | 2    | 9    | 豪風     | 5    | 5    |
| 千代大海 | 3(1) | 7    | 千代天山 | 5    | 2    | 出島     | 9    | 19   | 寺尾     | 6    | 0    |
| 出羽嵐   | 0    | 1    | 闘牙     | 3    | 6    | 時津海   | 13   | 6    | 時天空   | 3    | 3    |
| 土佐ノ海 | 13   | 18   | 栃東     | 2    | 9    | 栃煌山   | 1    | 3    | 栃栄     | 2    | 7    |
| 栃乃洋   | 8    | 14   | 栃乃花   | 5    | 6    | 栃乃和歌 | 3    | 1    | 智ノ花   | 0    | 1    |
| 豊桜     | 6    | 0    | 豊ノ島   | 2    | 7    | 豊響     | 2    | 4    | 浪乃花   | 2    | 1    |
| 白馬     | 0    | 1    | 白露山   | 2    | 5    | 濵錦     | 1    | 3    | 濱ノ嶋   | 5    | 3    |
| 追風海   | 1    | 3    | 把瑠都   | 0    | 3    | 肥後ノ海 | 8    | 8    | 普天王   | 1    | 5    |
| 武雄山   | 5    | 6    | 寶智山   | 0    | 2    | 豊真将   | 2    | 4    | 北勝力   | 4    | 6    |
| 将司     | 0    | 1    | 水戸泉   | 6    | 1    | 湊富士   | 3    | 11   | 雅山     | 0    | 14   |
| 武蔵丸   | 3    | 14   | 武双山   | 7    | 12   | 燁司     | 1    | 1    | 嘉風     | 6    | 4    |
| 龍皇     | 3    | 1    | 露鵬     | 2    | 7    | 若麒麟   | 1    | 1    | 若光翔   | 1    | 0    |
| 若孜     | 1    | 0    | 若兎馬   | 1    | 1    | 若の里   | 2    | 8    | 若ノ城   | 2    | 1    |
| 若乃花   | 5    | 13   | 和歌乃山 | 8    | 4    |          |      |      |          |      |      |

## 改名歴
- 玉春日 良二（たまかすが りょうじ）：1996年1月場所-2000年5月場所、2000年9月場所-2008年9月場所
- 玉春日 公二（- こうじ）：2000年7月場所

## 年寄変遷
- 楯山 良二（たてやま りょうじ）2008年9月-2010年2月
- 片男波 良二（かたおなみ -）2010年2月-